# British Caving Association
Die British Caving Association (BCA), dt. Britische Höhlenwanderungsvereinigung ist der Verband für Höhlenwanderung, -tauchen und -forschung im Vereinigten Königreich. Sie wurde durch die nationalen Verbände UK Sport, Sport England und SportScotland anerkannt. Der Vorgänger war die National Caving Association (dt. Nationale Höhlenwanderungsgesellschaft).
Mitglieder der BCA sind Sportverbände, Regionalverbände, Clubs und Einzelpersonen.
Die Sportverbände sind:
- Association of Caving Instructors
- Association of Scout Caving Teams
- British Cave Research Association, eine speläologischen Vereinigung
- British Cave Rescue Council
- Cave Diving Group, dem ältesten Tauchclub der Welt
- Council of Higher Education Caving Clubs
- National Association of Mining History Organisations
- William Pengelly Cave Studies Trust

Die Regionalverbände sind:
- Cambrian Caving Council
- Council of Northern Caving Clubs
- Council of Southern Caving Clubs
- Derbyshire Caving Association
- Devon & Cornwall Underground Council